# 74024 Hrabě
(74024) Hrabě, denumire internațională (74024) Hrabe, este un asteroid din centura principală de asteroizi.

## Descriere
74024 Hrabě este un asteroid din centura principală de asteroizi. A fost descoperit pe 23 aprilie 1998 la Observatorul Kleť de Miloš Tichý și Jana Tichá. Asteroidul prezintă o orbită caracterizată de o semiaxă mare de 2,42 ua, o excentricitate de 0,14 și o înclinație de 1,8° în raport cu ecliptica.